# Tagir Chajbulajev
Tagir Chajbulajev (anglickým přepisem Tagir Khaibulaev; 24. červenec 1984 Kiziljurt, Sovětský svaz) je ruský zápasník – judista dagestánské (avarské) národnosti, olympijský vítěz z roku 2012.

## Sportovní kariéra
Zápasení se věnoval od útlého dětství v rodném Kiziljurtu. V 11 letech se s rodinou přestěhoval do Samary, kde pokračoval v tréninku olympijského zápasu pod vedením Viktora Jermakova (trenér olympijského vítěze Anatolije Bykova) a od střední školy začal navštěvovat tréninky juda. Na judo sa přeorientoval, protože jeho otec chtěl aby pracoval u policie. Jeho prvním učitelem juda/samba byl Vjačeslav Archipov a v seniorském věku se připravoval pod vedením Nikolaje Petrova. V ruské seniorské reprezentaci se prosazoval od roku 2009 po přestupu do Petrohradu, pod křídla trenéra Michaila Rachlina. V reprezentaci spolupracoval s italským trenérem Ezio Gambou, který ho v roce 2012 jako úřaducíjího mistra světa nominoval na olympijské hry v Londýně. Na olympijský turnaj se připravil velmi dobře, ve čtvrtfinále zachránil zápas v poslední minutě s Čechem Lukášem Krpálkem v boji na zemi, v semifinále mu při hantei (praporky) s Němcem Dmitrijem Petersem pomohla přítomnost ruského prezidenta Vladimira Putina. Ve finále se utkal s Mongolem Tüvšibajarem, který do zápasu nastoupil přes vážné zranění kolene. Finále rozhodl po minutě boje technikou seoi-nage a získal zlatou olympijskou medaili. Po olympijských hrách vypadl z tréninkového rytmu, do kterého se jen s obtížemi vracel. Přesto se mu podařilo nasbírat dostatečný počet bodů pro přímou kvalifikaci na olympijské hry v Riu v roce 2016. Jeho účinkování na olympijských hrách v Riu ukončil hned v prvním kole Ázerbájdžánec Elmar Gasimov.

### Vítězství ve SP
- 2009 - 2x světový pohár (Tbilisi, Abú Zabí)
- 2010 - 1x světový pohár (Řím)
- 2012 - 1x světový pohár (Madrid)
- 2014 - 1x světový pohár (Ulánbátar)
- 2015 - 1x světový pohár (Abú Zabí)
- 2016 - 1x světový pohár (Madrid)

## Výsledky
| Olympijské hry     |     |    |   | — |     |     |     | 1. |   |    |   | úč. |  |  |  |  |  |  |  |  |  |  |
| Mistrovství světa  | —   |    | — |   | úč. | úč. | 1.  |    | — | 5. | — |     |  |  |  |  |  |  |  |  |  |  |
| Mistrovství Evropy | —   | —  | — | — | 1.  | —   | úč. | —  | — | —  | — | —   |  |  |  |  |  |  |  |  |  |  |
| ME do 23 let       | úč. | 3. |   |   |     |     |     |    |   |    |   |     |  |  |  |  |  |  |  |  |  |  |